# Acrostomus
Acrostomus (лат.) — род мелких жуков-долгоносиков из подсемейства Cyclominae (Listroderini). Эндемики Южной Америки (южные Анды: Аргентина, Чили). Длина 7,3—13,8 мм. Основная окраска чёрная. Рострум среднего размера; опушение состоит из щетинок и щетинковидных чешуек; эпистом приподнят; скробальный вентральный зубец обычно присутствует; переднеспинка субквадратная. 3-6-е сегменты жгутика усика шаровидные; переднеспинка без бугорков; надкрылья продолговато-овальные, не сросшиеся по межэтральному шву. Acrostomus близок к родам подтрибы Listroderina из трибы Listroderini и близок к родам Acroriellus, Acrorius, Antarctobius, Germainiellus, Hyperoides, Lamiarhinus, Listroderes, Methypora, Philippius, Rupanius, Trachodema.
Питаются (как и другие близкие группы) листьями (имаго) и корнями растений (личинки). Среди растений хозяев: жуки Acrostomus magellanicus и Acrostomus vianai отмечены на Azorella trifurcata, Bolax gummifera и Mulinum spinosum (семейство Apiaceae).

## Систематика
Род включает около 10 видов.
- Acrostomus bruchi (Hustache, 1926) (=Adioristus bruchi Hustache, 1926)
- Acrostomus cruralis  Kuschel, 1958
- Acrostomus foveicollis  Kuschel, 1958
- Acrostomus griseus  (Guérin-Ménéville, 1839)
- Acrostomus magellanicus  Kuschel, 1958
- Acrostomus mordor  Morrone, 1994
- Acrostomus vianai  Kuschel, 1958